# 420 (getal)
420 is een natuurlijk getal dat volgt op 419 en voorafgaat aan 421. Het getal heeft verschillende culturele, historische en wiskundige betekenissen.

## Wiskundige eigenschappen
- 420 is een even samengesteld getal en heeft 24 delers.
- 420 is een harshadgetal, wat betekent dat het deelbaar is door de som van zijn cijfers ({\displaystyle 4+2+0=6}).
- In binaire notatie wordt 420 geschreven als 110100100.
- Het is een overvloedig getal, aangezien de som van zijn echte delers (924) groter is dan het getal zelf.

## Culturele en historische referenties

### Cannabiscultuur
420 wordt vaak geassocieerd met cannabisgebruik. De oorsprong van deze link ligt bij een groep middelbare scholieren in Californië, de "Waldos", die in de jaren '70 om 16:20 uur (4:20 PM) samenkwamen om op zoek te gaan naar een vermeende verlaten wietplantage. Dit groeide uit tot een wereldwijd symbool voor cannabisgebruik, met 20 april (4/20 in Amerikaanse datumnotatie) als internationale cannabisdag.

### Religieuze connectie
In sommige esoterische kringen wordt 420 geassocieerd met spirituele verlichting. Er wordt beweerd dat het getal verborgen betekenissen heeft in de kabbala en andere mystieke tradities. Daarnaast valt 20 april soms samen met belangrijke religieuze vieringen, zoals Pesach in het jodendom.

### Verbinding met Adolf Hitler
20 april (4/20) is de geboortedag van Adolf Hitler (1889). Dit heeft ertoe geleid dat sommige extreemrechtse groeperingen het getal hebben geclaimd als een symbool, hoewel dit losstaat van de meer gangbare associaties van 420.

### Willekeurige feitjes
- De kruissnelheid van sommige Boeing 747-modellen ligt rond de 420 knopen (ongeveer 777 km/h).
- De snelweg I-420 was een geplande snelweg in Atlanta, VS, maar werd nooit voltooid.